# Fácánkert
Fácánkert ist eine ungarische Gemeinde im Kreis Tolna im Komitat Tolna. Sie liegt ungefähr fünf Kilometer nordwestlich von Tolna und gut 12  Kilometer nördlich von Szekszárd.

## Geschichte
Den heutigen Namen trägt die Gemeinde seit Oktober 1936 durch die Zusammenlegung der Orte Simonmajor und Fácánkert-puszta.

## Gemeindepartnerschaft
- Sântionlunca, Rumänien

## Sehenswürdigkeiten
- Ehemalige Spirituosenfabrik (Régi fácánkerti szeszgyár)
- Kunffy Residenz (Kunffy kastély)
- Römisch-katholische Kapelle Szent István király

## Verkehr
Durch Fácánkert verläuft die Nebenstraße Nr. 51664. Es bestehen Busverbindungen nach Tolna und Szekszárd. Außerdem ist die Gemeinde angebunden an die Eisenbahnstrecke von Sárbogárd nach Baja.